# Política criminal atuarial
Política criminal atuarial é uma forma de abordagem da política criminal a partir da utilização da lógica e do cálculo atuarial, sobretudo através da utilização de dados matemáticos e estatísticos. A rigor, implica na compreensão da realidade criminológica pelo uso de formulações matemáticas específicas - intimamente associadas ao conceito de gerencialismo e à teoria do risco - de maneira a definir, através de um projeto governamental, as condutas que devem ser consideradas crimes e traçar políticas públicas para preveni-las e lidar com suas consequências.
A política criminal atuarial tem sua origem associada ao desenvolvimento do sistema de ‘Parole Boards’ nos Estados Unidos, sendo alvo de apreciação da criminologia crítica, principalmente por buscar institucionalizar um aparato estatal punitivo falho, desatento às funções declaradas da pena e que encontra nos pilares da eficiência e neutralidade formas de garantir a tutela econômica da justiça criminal. Assim, atende aos anseios do estado liberal-burguês, auxiliando na perpetuação de um sistema penal com notáveis falhas, razão pela qual é criticada por doutrinadores como a seguir se verá.

## Linhas Gerais
A crítica criminológica hodierna, ao trazer à tona a relação existente entre o modo de produção e as formas de punição de uma sociedade, demonstrou uma prevalência da pena privativa de liberdade no Estado Capitalista como forma de retribuição equivalente do crime. Tal forma de repressão, por sua vez, encontra sua legitimidade na existência de discursos ideológicos, que mesmo ante as contradições crimogênicas da lógica estatal punitiva, materializa institucionalidade à repressão.
Ante tais importantes constatações iniciais, é essencial estabelecer o escopo da política criminal. Desta sorte, não é senão o programa que estabelece quais condutas devem ser tipificadas e consideradas como crime e, além, como e de que forma preveni-las através de políticas publicas que controlem suas consequências. Vê-se, nesse sentido uma aproximação do conceito de projeto governamental de David GARLLAND. Aqui, frise-se que essa área carece de estudos e de atenção acadêmica, sendo por muitos considerada o “primo pobre da criminologia”.
Assim, a formulação de políticas voltadas à prevenção e repressão do crime, retomando a justificativa amparada num discurso ideológico, encontra atualmente uma crise de legitimidade cumulada com problemas herdados do já longínquo século XIX.  Com tais problemas, e na busca ainda de uma política criminal eficiente, surge como tendência o gerencialismo, intrinsecamente associado ao modelo econômico de gestão de risco e marcado pela lógica atuarial. A apreciação dos riscos e expectativas através de ferramentas matemáticas e estatísticas dá-se, no âmbito da política criminal, no sentido do Estado promover uma ação eficiente, congregando simultaneamente as linhas populista e internacional através da retórica do risco.
Justamente nesse cenário fala-se em política criminal atuarial, aqui tida como a aplicação da lógica atuarial à criminalização secundária, isto é, à escolha de um indivíduo pela justiça criminal em função da possível participação em delitos. Destarte, o objetivo não é o combate ao crime, e sim a identificação, classificação e administração de setores populacionais indesejáveis à ordem social. Para tanto, alia-se à formulação das políticas públicas de segurança os métodos estatísticos e o cálculo atuarial de maneira a gerenciar grupos de risco.
Cumpre destacar que essa nova abordagem da política criminal possui grandes impactos no direito penal e na criminologia. Quanto ao direito, o gerencialismo implica na desumanização do ritual punitivo, na sacralização da razão cínico-gerencial do espaço público e ainda na paulatina e constante perda das limitações de fundamento democrático vinculadas ao ideal burguês-liberal, não raro implicando na negação de legitimidade do ordenamento. Já quanto aos impactos sobre a criminologia, a lógica atuarial altera o foco dos estudos criminológicos. Se antes engajados na percepção científica no processo de criminalização e nas determinações do crime, voltam-se nessa nova óptica para a pesquisa estatística dos fatores de risco associados à criminalidade.
Nessa esteira, a aplicação da política criminal atuarial pressupõe um conformismo de que não existem alternativas para a transformação social, em especial quanto à pratica de crimes, para que, face a ausência de soluções, ignore-se o estudo da causas e efeitos da criminologia e aplique-se a eficiência técnica do gerencialismo. Portanto, se impossível transformar o mundo, e mais ainda, desnecessário compreende-lo, deve-se gerenciá-lo sob a égide do cálculo atuarial de maneira a estabelecer a probabilidade de ocorrência de determinados eventos, caracterizando uma íntima visão antiquaria da história. A visão de defesa social, portanto, migra para o escopo estatístico e embasa-se no pilar da neutralidade.
Com efeito, estabelecendo-se sobre a utopia negativa de pacificação social, a política criminal atuarial tenta justificar uma falsa resposta para um falso problema , instaurando a gestão econômica do crime, que, por sua vez, tende a crescer e internalizar-se no cenário social atual, na terceira fase do estágio imperialista do capitalismo contemporâneo.
Em suma, a aplicação da lógica atuarial à política criminal vem num contexto de evidente necessidade do Estado de justificar um aparelho punitivo repressor notavelmente falho, na tentativa de atribuir-lhe eficácia.  Portanto, essencial que se teça uma crítica para a escusa de manutenção do aparato criminal repressor mantido e mistificado pelo pensamento liberal-burguês, no propósito de perpetuar seus pilares. Tal crítica construir-se-á, assim sendo, em três pontos : inicialmente na apresentação da lógica atuarial e do momento de sua invasão no sistema de justiça criminal; em segundo lugar a associação entre a expansão desta lógica, em especial na justiça estadunidense, e o descrédito das funções formais e declaradas da pena; e por fim a investigação extra e intrassêmica da tendência gerencialista que pauta o controle eficiente da criminalidade.

## Lógica Atuarial: origem e infiltração nas ciências sociais
A compreensão da origem histórica e da interação da lógica atuarial nas ciências sociais é fundamental para a crítica do sistema de justiça criminal caracterizado pelo uso da estatística para a formulação de políticas públicas racionais de segurança.
Para tanto, fundamental destacar a teoria da probabilidade e as primeiras aplicações do cálculo atuarial nas ciências criminais. Assim, entende-se por risco uma aproximação racional do acaso, na tentativa lógica de compreender e organizar o real. O risco, portanto, não é uma categoria sensível, mas uma forma de buscar o conhecimento sobre eventos hipotéticos. Na pretensão de domínio do risco, através da teoria da probabilidade, surge a ciência estatística. A lógica atuarial insere-se nesse contexto, através da aplicação estatística na busca de transformação do místico em científico.
Paulatinamente, o cálculo atuarial ganhou força nas ciências sociais na medida em que apontava para a construção de um padrão racional e com base em estatística, de forma a justificar as ações sociais. Contudo, é difícil precisar o início histórico do fenômeno, posto que embora a teoria da probabilidade date século XVIII a partir do trabalho de Blaise PASCAL e Pierre FERMAT, diversas outras construções matemáticas anteriores foram intrínsecas ao seu desenvolvimento.
A partir daí, outros trabalhos estatísticos e matemáticos foram desenvolvidos pela sociedade ocidental, com especial atenção aos avanços teóricos de Antonie ARNAULD, John GRAUNT, William PETTY, Edmond HALLEY, entre outros, de forma com que o uso desta ferramenta tornou-se socialmente presente. Num primeiro momento, o poder público não apropriou-se das bases do cálculo atuarial, que fixou-se mormente na iniciativa privada sobretudo nas companhias de seguro. Nos primórdios do desenvolvimento, o crescimento da contabilidade atendeu o anseio pela compreensão da complexificação e dinamização das relações econômicas, assegurando maior previsibilidade aos integrantes das relações de mercado quando da apuração dos possíveis riscos aos investidores. Há destaque para o trabalho desenvolvido por Jacob BERNOULLI, que ao se deparar com a complexidade dos eventos reais cuja probabilidade, diferentemente dos eventos teóricos, só se fazia a posteiori, desenvolveu a lei dos grandes números, o primeiro teorema fundamental da probabilidade. Assim, BERNOULLI redefiniu probabilidade como o grau de certeza de uma assertiva. Tampouco se pode ignorar o trabalho de Richard PRICE, considerado o fundador da ciência atuarial contemporânea e idealizador da famosa Tabela Price.
Uns mais outros menos, fato é que houve progresso indubitável e constante nas teorias e teoremas matemáticos e estatísticos, aprimorando as concepções de cálculo atuarial quanto à apreciação de riscos. Também é fato que as bases teóricas desenvolvidas para este tipo de cálculo migraram, através da análise racional, para outras áreas, como as ciências sociais. Assim, em conjunto com o desenvolvimento teórico do calculo, iniciou-se a medida de padrões de regularidade em comportamentos sociais, como no caso de fundamentação de políticas de controle em países imperialistas, dos quais são exemplos, no século XIX, a Prússia, a França e a Inglaterra.
Em âmbito específico das ciências criminais, o uso da estatística também remonta à Europa do século XIX, através de prognósticos e da possibilidade de generalização de comportamentos sociais principalmente praticados pelas companhias de seguro. Aqui, mais uma vez, não há como não se citar o nome de alguns estudiosos responsáveis pela aplicação estatística nas ciências criminológicas, entre os quais: Adolphe Jacques QUETLET, Henry Thomas BUCKLE, Francis GALTON. No que se refere a compreensão atuarial das ciências sociais lato sensu também tiveram grande relevância Daniel KAHNEMAN e Amos Nathan TVERSKY.
Sem prejuízo de demais autores, buscou-se traçar linhas gerais do desenvolvimento da lógica atuarial de forma a demonstrar sua infiltração nas áreas do conhecimento social e ainda associá-la aquelas que promovem o controle biopolítico. Assim, consagrado o desenvolvimento histórico, a análise volta-se para a efetiva aplicação sistemática da lógica atuarial na justiça criminal.
A ciência estatística, desta forma, embora diante de sua vocação mais geral para o controle e disciplina de comportamentos sociais, manifestou-se no campo específico da Execução Penal, sobretudo no aperfeiçoamento do processo de individualização da pena pelo cálculo do risco de reincidência. A individualização, nesse contexto, aparece como exigência fundamental da perspectiva etiológica-individual, dando início a uma luta política que buscava a reforma estrutural do sistema penitenciário. Nessa pauta, a criminologia defendeu a desjuridicionalização da execução penal, limitando o direito determinar o injusto e tipificar a norma penal, arguindo a necessidade de ressocialização do réu.
A reclamação científica dos especialistas, nesse sentido, materializou-se na virada do século XIX para o século XX, nos EUA, com a adoção do sistema de “paroles”, análogo, guardada as devidas proporções, ao livramento condicional do ordenamento brasileiro.  Na prática, o sistema de paroles avaliava o réu através de comissões (“parole Boards”) para definir se estava ou não apto a retornar a sociedade após cumprir um determinado período da pena fixada por sentença. Afirmava-se que a liberdade supervisionada era essencial para a reabilitação social do desviante e prevalecia à individualização da pena sob a alegação da neutralidade, difundida por quase todos os estados norte-americanos.
No entanto, a verdade é que o sistema de Paroles não era tão favorável aos condenados, na medida em que diminuía o acesso do preso à jurisdição e aos seus familiares , dificultando o exercício de direitos por parte do réu. A execução penal, nesse sentido, ficou como responsabilidade quase exclusiva das “Parole Boards”, que muitas vezes tinham composição e método questionáveis. Predominava nas comissões o subjetivismo contrário à racionalidade técnica, sendo que se tornou urgente o desenvolvimento de um sistema mais eficiente.
Exatamente nesse ponto, uniram-se o sistema de ‘paroles’ e a lógica atuarial, a partir da década de 1920 nos Estados Unidos. A análise estatística passou então para a política criminal de forma a decidir, a partir da análise de riscos, quais os detentos que poderiam ter o “benefício” da ‘parole’ e ter liberdade condicional como forma de reinserção social. Na tentativa de dar maior eficiência às comissões responsáveis pela execução da pena, defendeu-se a formação científica dos membros das ‘Boards’ e também a blindagem destes com relação a influencia externas.
Nesse ponto, merecem um apontamento os estudos de Ernest W. BURGESS, que atribuíam aos detentos números associados ao sucesso da parole de acordo com algumas variáveis como, por exemplo: a existência de antecedentes criminais, a nacionalidade da ascendência, o tipo social, a personalidade e a natureza das relações familiares.  Através desse mecanismo, substituiu-se a criticada abordagem subjetivista das comissões e possibilitou-se a análise da condicional através de dados objetivos e quantificáveis, consolidados num relatório denominado “Prognasio”.
Instaurou-se dessa maneira um sistema de avaliação objetivo do réu, começando pela escolha do sujeito elegível para o exame. A este era atribuído um ponto por critério sempre que sua condição fosse superior a da média, no que se refere à reincidência. Portanto, quanto maior a pontuação, menor a chance de reincidência e maior a chance de concessão do benefício. A lógica atuarial vinculou-se ao cálculo da possibilidade e do risco estatístico de reincidência, ditando as regras da execução da pena.
Também no campo da lógica atuarial na execução penal, incluída ainda o sistema de Parole, destaca-se o modelo de tabelas sintéticas desenvolvido por Eleonor e Sheldon GLUECK, que tinha menos fatores variáveis quando comparada a “Prognasio” de BURGESS, contudo considerava a relevância dos fatores após ponderação intrassêmica.
Sinteticamente, observou-se uma paulatina individualização da pena pelo sistema de Parole Boards, que, no entanto, apresentou falhas quanto à subjetividade das avaliações dos detentos e ainda quanto ao respeito dos direitos do réu. Diante desse cenário, aplicou-se a lógica atuarial ao sistema de parole buscando, através da teoria do risco, calcular a chance de reincidência do criminoso e ponderar acerca de sua liberdade condicional. Fincadas, pois, as raízes da política criminal atuarial.
Para a conclusão desse processo histórico, resta apontar o desenvolvimento dos modelos BURGESS e GLUECK até o “SFS” e a decadência do modelo de Paroles. Diante destes modelos que pautaram a discussão da lógica estatística no cálculo da possibilidade de reincidência, diversos outros estudiosos elaboram críticas e novas formas de compreensão. Clark TIBBITTS propôs pequenas modificações ao sistema de Prognasio, enquanto George B. VOLD elaborou uma análise comparativa dos métodos, propondo aproveitar o melhor de cada modelo e criando também outra forma de tabelamento. Na mesma linha dialógica com os métodos precursores estiveram Elio D. MONACHESI, Courtland Churchill VAN VECHTEN Jr., Ferris F. LAUNE, este último a seu turno propondo ainda um método inovador, no que toca a previsão dos próprios detentos acerca da possibilidade de retornar ao presídio.
Em suma, e sem desconsiderar demais autores do tema, diversos estudos foram feitos quanto à aplicação da lógica atuarial no sistema de “paroles”, sedimentando o uso da estatística na análise do comportamento de criminosos e desenvolvendo métodos de cálculos atuariais no que tange a reincidência.
Muito embora os inúmeros estudos acadêmicos e a euforia acerca do método de paroles, este ficou durante muitos anos restrito ao estado Illinois, até meados da década de 1970 quando autoridades federais dos EUA mobilizaram-se para a instalação de modelos atuariais em todo o país. Para tanto, o governo federal instituiu um grupo de pesquisa chefiado por Peter B. HOFFMAN e assistido por James L. BECK, do qual resultou um guia estatístico para concessão do benefício da parole denominado Salient Factor Score, o “SFS”.
O “SFS” desenvolveu-se a partir de fatores de mesmo peso de BURGESS, consolidando o processo de evolução e implementação do paroles em âmbito nacional. Hoje, o SFS está vigente em apenas três estados norte-americanos, vigorando as alterações feitas no ano de 1998. Quanto à evolução do parole Boards, há de se ressaltar que foi exponencial nos EUA: se no começo da década de 70 apenas dois estados utilizavam o sistema, em 2004 já eram 23 unidades federativas, sendo que hoje as tabelas também  são utilizadas para determinar o tempo mínimo que o réu deve cumprir antes de se tornar elegível para o benefício.
Atualmente, há pequenas divergências de método na aplicação da parole entre os estados norte-americanos, estando vigente o modelo de matriz e o de tabelamento único e que majoritariamente consideram como fatores relevantes para o cálculo da probabilidade de reincidência os seguintes: quantidade de condenações, prisões anteriores, idade à época do primeiro delito, histórico de uso de drogas, condenação por furto ou fraude, alcoolismo, trabalho, vida escolar, violação de “probation” ou “parole”, e natureza do relacionamento social.
Em estudo recente acerca do método de “paroles” pelo National Council on Crime and Delinquency, concluiu-se que o maior problema do sistema não está nos instrumentos utilizados para a elaboração do relatório, mas sim na qualidade da informação disponível sobre a vida do condenado. Assim para o National Council, o fracasso do sistema não relaciona-se exclusivamente às falhas nos prognósticos, pois também é elemento decisivo a intensidade da supervisão do condenado em liberdade condicional.
O descrédito do movimento de ressocialização, associado ainda a divulgação dos elevados índices de reincidência dos beneficiados com a parole fizeram surgir um movimento político por sentenças determinadas que atingiu, inclusive e ironicamente, o estado de Ohio, antes um dos maiores defensores do método. De fato, assistiu-se a derrocada do modelo de parole em âmbito federal, após o suprarreferido processo de expansão, sendo atualmente proibida a aplicação do benefício em penitenciarias federais. Tal declínio, contudo, não significou a diminuição do uso de instrumentos atuariais no sistema penal estadunidense, sendo o prognóstico de risco amplamente utilizado para racionalizar o exercício da competência punitiva.
Cumprido o esforço histórico da compreensão da lógica atuarial, de sua aplicação nas ciências sociais e ainda de seu início em escopo penal através do modelo de paroles, ressaltando ainda a ascensão e o declínio deste tipo de forma, passa-se agora para a análise da política criminal atuarial. A lógica atuarial, agora longe de seu reduto inicial consolidado no instituto da parole, orienta os processos de criminalização secundária, tendo transformado o sistema de justiça criminal estadunidense e atentado contra as funções clássicas da pena.

## A Política Criminal Atuarial
O entendimento da evolução do sistema de políticas criminais é realizado através do estudo da evolução desse sistema nos Estados Unidos, já que, em plena vigência do Estado de Bem-estar social, o país era visto como um modelo a ser seguido (projeta sua cultura para outros países), tanto no âmbito social, econômico e financeiro, como em outros setores, no caso, o de políticas criminais. Antes da década de 70, a política criminal oficial era baseada na teoria jurídica da pena, na qual a penitenciária era encarada como um local no qual o preso sofreria uma transformação, reabilitando-se socialmente e saindo do local pronto para viver em sociedade novamente, sendo a prevenção especial positiva premissa desse sistema. Porém, uma onde de estudos acerca do assunto por parte de políticos e estudiosos apontou que esse modelo era falho, pois apresentava alto custo para o Estado e não possuía sucesso, de fato, na tarefa de ressocialização. Sob o véu de altos índices de reincidência e baixos de eficiência, é iniciada uma nova penalogia, que se distingue radicalmente daquela do Estado de Bem-estar social, já que não possui o ideal de reabilitação social.

### Emergência da incapacitação seletiva
Antes mesmo de 1970, período no qual a nova política criminal ganhou visibilidade, a pesquisa científica já havia demonstrado que a vida na prisão é incompatível com a tentativa de reeducar o preso para que ele esteja pronto para o convívio social, independente do investimento do Estado na melhora da estrutura da penitenciária ou do esforço pessoal do preso, devido ao processo de desculturação e prisionalização. O primeiro processo se dá devido a falta de contato que o preso terá com instrumentos culturais dentro da penitenciária, o segundo pode ser bem ilustrado por um experimento realizado por Philip Zimbardo e pelo Departamento de Psicologia da Universidade de Stanford  , no qual alguns indivíduos passam a viver encarcerados para simular a vida dentro de uma prisão. O que ocorre é que os “guardas” acabam abusando de sua autoridade e apresentando comportamento autoritário, mesmo sendo uma situação de experimento, mostrando ao que os presos são submetidos e porque é tão difícil reeducar um preso para voltar a viver em sociedade.
O fracasso da tentativa do Estado na ortopedia moral dos condenados para prevenir a criminalidade era consenso entre a maioria dos autores, embora as repercussões fossem distintas, de acordo com a posição ideológica de cada um. Para todos aqueles que têm a obra de Michael Focault como marco, o entendimento era que se mascarava a tentativa de repreender classes sociais mais baixas e mão de obra inútil sob o ideal de reinserção social, logo, para esse grupo, a solução era abolir esse sistema. Por outro lado, para aqueles que não ultrapassaram a dimensão ideológica da teoria jurídica da pena, o fracasso do sistema ocorria devido a uma encruzilhada na tentativa de realizar o princípio de correção conduzida: ou investia-se na prisão para que ela cumprisse, de fato, o ideal reabilitador ou abandonava-se definitiva e oficialmente esse propósito, sem abrir mão da privação de liberdade como forma preferencial de punição. Defensor da segunda ideia, ideologia da defesa social, Robert Martinson  valeu- se da expressão “Nothing Works” (“Nada funciona”) para mostrar a decadência irreversível da função de prevenção especial positiva como prioridade do sistema penal estadunidense.
Ao colocar em xeque o princípio que norteava o sistema penal americano, o próprio encarceramento em si perde o sentido: “Se comprovadamente inviável transformar sujeitos desviantes em corpos dóceis e úteis, então qual sentido de preservar a instituição cuja legitimidade formal dependia da realização desse fim utilitário?” , logo a legitimidade da prisão é questionada e a instituição entra em crise, sendo questionado não só a ideia principal que mantinha o sistema, mas as demais funções clássicas atribuídas a cominação, aplicação e execução da pena: aumento da desconfiança pública sobre a possibilidade de intimidação e retribuição da culpa de criminosos por meio da restrição à liberdade ambulatorial. A intimidação era contestada em duas frentes: em relação ao indivíduo, o medo da pena não evitava a criminalização futura dos já condenados, em relação a sociedade, o apenamento individual como desencorajador de prática de delitos era incomensurável. Já a retribuição equivalente era criticada, pois a justa medida para compensar o crime (dívida social do delinquente) era insuficiente para garantir a eficiência.
Nesse contexto, uma questão torna-se muito pertinente: ou dava-se um novo significado para a penitenciária ou ela deveria ser abandonada . Por esse motivo, toda legitimidade da penitenciária volta a depender da função de prevenção especial negativa, ou seja, retoma-se o velho argumento em favor do isolamento de indivíduos perigosos, mudando a orientação do discurso político-criminal estadunidense. Logo, a nova penalogia não buscava punir, intimidar ou reabilitar indivíduos, fabricando sujeitos dóceis e úteis, mas sim controlar os grupos de risco mediante neutralização de seus membros salientes, ou seja, conter e destruir indivíduos muito indóceis e inúteis, subtraindo-os da vida livre em sociedade pelo maior tempo possível. A pena volta a ser vista apenas como instrumento legal na tentativa de defender a sociedade da perigosidade de certos delinquentes. Porém, a volta desse antigo conceito não ocorreu sem resistências. Dois foram os principais argumentos colocaram em xeque se era mesmo eficaz adotar o conceito: anos de avanço no estudo dos direitos humanos questionariam se o projeto não levaria ao encarceramento em massa e aos seus dessumamos monumentos históricos  e a questão financeira, já que o confinamento de todos os criminosos em uma realidade de superlotação carcerária demandaria a construção de mais prisões, o que seria impossível devido à crise fiscal, além de não seguir a ideia de ser eficaz e ao mesmo tempo ter o menos orçamento possível.
Era fundamental o surgimento de uma teoria que garantisse a sobrevida da prisão para recluir o grupo de risco, mas que ao mesmo tempo não colidisse com os dois argumentos expostos. A solução foi a troca de uma incapacitação geral por uma seletiva, ou seja, existiam poucos delinquentes habituais de existência inevitável e natureza incorrigível que eram responsáveis pela maioria dos crimes registrados, logo, se estes fossem identificados e encarcerados pelo maior período de tempo possível, os índices gerais de criminalidade seriam reduzidos drasticamente, sem a necessidade de mudanças estruturais que necessitariam de recursos e diminuindo a chance de um espetáculo de horror à moda de campos de concentração.
Existia mais um obstáculo normativo que deveria ser superado: era necessária a proporção entre a extensão da pena e o tipo de delito cometido. O que parecia ser um forte obstáculo a implementação do discurso, na verdade foi superado com facilidade pela administrativização do sistema de jurídico criminal e pela forte pressão popular por punições mais severas para reincidentes ( linha populista da política criminal), logo, flexibilizou-se os parâmetros legais na aplicação e execução da pena, desvinculando-se a dosimetria da pena do princípio da proporcionalidade . Superados todos os entraves, o próximo passo era adaptar as prisões para receber esses criminosos de alto risco. O sistema de gestão adotado foi o “Warehousing”, no qual remonta o estoque de uma loja onde os produtos mais caros ficam em locais de mais difícil acesso: o mesmo ocorre com os presos, eles são divididos de acordo com a sua periculosidade, ficando os presos que apresentam maior risco em locais mais isolados, sem ter contato com nenhum outro ser humano, nem mesmo com funcionários.
Para que esse “brutal retrocesso”  com ares de inovação fosse perpetuado no sistema de justiça criminal era necessário um sistema que identificasse esses delinquentes específicos, assim, estruturavam-se instrumentos atuariais para identificação de risco individual com a teoria da incapacitação seletiva em busca da eficiência na gestão da criminalidade, a partir da delinquência juvenil, formando-se um dos pilares da política criminal atuarial.

### Perfil de Risco do Delinquente Juvenil
A origem dos fundamentos criminológicos base da incapacitação seletiva adotaram uma aproximação longitudinal conforme o ano de nascimento: “birth cohort study”. O estudo consistia na busca das causas da criminalização infantil de acordo com a coleta de dados em diferentes idades ou em certos eventos sociais em contraste com dados obtidos com delinquentes juvenis. Assim, foi possível traçar as características dos infratores e classifica-los, de acordo com o tipo de delito cometido. Os estudiosos perceberam que quase 52% da criminalidade juvenil poderia ser atribuída à certos reincidentes crônicos ( 6,3% dos investigados ) e que a descrição do perfil desta minoria permitiria elaborar estratégias preventivas de enorme utilidade. A pesquisa indicou que o risco de um menor praticar um crime (“fator k”) dependia essencialmente de três variáveis:
- (a) idade em que teve primeiro contato com a polícia
- (b) natureza da infração praticada
- (c) cor da pele[25]

Com esses dados, duas medidas foram prescritas para o combate a delinquência juvenil: desaconselhamento de intervenção policial antes do terceiro registro policial (maioria dos jovens não voltaria a ter registro e economizava-se para casos que realmente necessitassem de intervenção) e a desistência por parte do governo de programas de reeducação em unidades de internamento, já que seria mais racional investir em ações que retirassem os reincidentes crônicos da sociedade pelo maior tempo possível.
Os estudos foram intensificados e chegou ao ponto da descoberta do perfil de risco para carreiras criminosas em crianças entre oito e dez anos:
- (a) comportamento antissocial
- (b) hiperatividade e déficit de atenção
- (c) baixa inteligência e rendimento escolar
- (d) contato com membros da família ou pessoas muito próximas com histórico de criminalização
- (e) família pobre, numerosa ou em condições ruins de moradia
- (f) disciplina parental deficiente, por autoritarismo ou negligência[27]

O desajuste no início da vida é visto como sintoma de um defeito psicológico originário, que fatalmente irá se reproduzir na vida adulta. Estudos como esse continuam até os dias de hoje e estão na vanguarda de centros criminológicos mundo afora.

### O Alvo Prioritário da Política Criminal Atuarial
A proposta de incapacitação seletiva contra os criminosos de carreira fez com que a delinquência juvenil fosse associada a criminalidade adulta. Foi descoberto que existem dois tipos de criminosos: os eventuais e os habituais, sendo os segundos responsáveis por 60% dos crimes, mesmo compondo apenas 8% dos delinquentes estudados. Os integrantes desse grupo são identificados como adultos:
- (a) jovens
- (b) usuários de drogas
- (c) já criminalizados
- (d) sem estabilidade de emprego ou moradia
- (e) que incorporaram o papel social de bandido
- (f) com aspirações sociais incompatíveis com a própria renda
- (g) que priorizam o benefício possível do ilícito sobre a possibilidade de serem pegos

Entre os estudos sobre as características essenciais dos criminosos de carreira, um dos que obtiveram mais sucesso foi o de Greenwood, no qual ele defendia a simultânea diminuição da criminalidade e da população carcerária, já que acreditava que os criminosos habituais de alto risco viriam a substituir os criminosos habituais ou eventuais de baixo risco dentro das prisões. Para ele, a ação político-criminal mais inteligente seria o afunilamento de competência punitiva do Estado em desfavor dessa desta população de alto risco, cujos membros poderiam ser identificados através de sete fatores binários relacionados com à habitualidade criminosa:
- (a) reincidência específica
- (b) permanência na prisão por mais de 50% do tempo nos últimos dois anos
- (c) existência de condenação antes dos dezesseis anos
- (d) passagem por instituição para menores infratores
- (e) uso recente de drogas ou
- (f) na adolescência
- (g) desemprego por mais de 50% do tempo nos últimos dois anos

De acordo com esse sistema, o indivíduo classifica-se como de baixo, médio ou alto risco.  Muitos foram os trabalhos que ratificaram a ideia de incapacitação seletiva dos criminosos perigosos, sendo a neutralização desta minoria violenta, incorrigível e persistente era justificada como medida para o controle eficiente da criminalidade.
Outros projetos foram além e vincularam a criminalidade juvenil a sua continuidade na vida. Um desses estudos  dividiu os criminosos entre persistentes por toda vida e limitados à adolescência, sendo, no primeiro grupo, a prática de crimes está relacionada com a falta de maturidade e que se resolveria com a aquisição de capital simbólico típico da vida adulta. Já o comportamento dos persistentes é determinado por uma psicopatologia, de causa neurológica ou genética, que não foi objeto de tratamento adequado. Logo, a ideia central seria que a criança-problema de hoje, será o adulto delinquente de amanhã.
O objetivo fundamental e último da incapacitação seletiva mudou para a neutralização eficiente dos criminosos violentos com forte tendência à reincidência (perigosos). Esses sujeitos passam a ser chamados de “predadores sociais” e se tornam alvo de todo sistema punitivo americano, que deveria intervir de forma rápida e eficiente, o que seria impossível caso não fosse adotada uma gerencialista, em três etapas:
1. identificar os indivíduos com perfil de risco
2. classificá-los em busca dos criminosos de alto risco
3. neutralizar esses elementos por longos períodos A ideia de que os criminosos de alto risco respondem pela maioria dos crimes cometidos e que as políticas criminais mais eficientes seriam aquelas que tiram esses indivíduos da sociedade pela maior quantidade de tempo necessária, sem preocupar-se com a ressocialização deles foi o norte da política criminal nos últimos tempos e com essa ideia em mente foram criadas dez máximas:

- (a) o início da atividade do delinquente se dá entre oito e catorze anos
- (b) os picos de comportamento criminoso se concentra no final da adolescência
- (c) quanto mais cedo se inicia a prática de delitos, maior a probabilidade de longa e movimentada carreira criminosa (d) há uma relativa estabilidade na frequência do comportamento criminoso nas etapas da vida
- (e) uma pequena parte da população comete uma grande quantidade de crimes, e em regra começa cedo suas atividades tem alta frequência individual e segue longas carreiras
- (f) os criminosos incorrigíveis são muito versáteis e menos especializados do que pensam as agências policiais
- (g) criminosos persistentes tendem a adotar um comportamento antissocial ou imoral
- (h) ao atingir a vida adulta, os reincidentes crônicos atuam mais individualmente do que em grupo
- (i) as razões para a prática de delitos mudam no final da adolescência
- (j) certos crimes têm relação com uma idade específica, e em regra começam mais tarde os mais graves.

Ao ser aplicado nos Estados Unidos, para que esse sistema realizar essa promessa de plena e eficiente prevenção faltava racionalizar seus meios, o que foi de certa forma, um desafio. Inicialmente, porque as normas jurídicas que regulavam o exercício da competência punitiva eram incompatíveis com os parâmetros para a gestão eficiente do sistema. Em segundo lugar, pois os funcionários públicos que operavam o sistema tinham muita liberdade de ação. Logo, a plena realização da Política Criminal Atuarial pressupunha a subordinação formal do Direito, Processo e Execução Penal quanto material dos agentes. Ou seja, esse sistema reclamava simultaneamente o esvaziamento da disciplina normativa e o fim da discricionariedade dos agentes de repressão, como forma de evitar a contaminação do projeto gerencialista por fatores externos à sua própria lógica ou simplesmente imponderáveis.

## Consolidação da Lógica Atuarial no Sistema Penal
O avanço do gerencialismo e sua lógica atuarial não deve ser tido como uma evolução pacífica e natural das técnicas de gestão do Estado, e, em especial, do sistema penal, objeto desse estudo. Antes, é necessário contextualizar historicamente e problematizar os conflitos que a invasão dessa lógica gerou, assim como demonstrar as soluções práticas e retóricas encontradas para sustentar e consolidar a tendência de expansão desse novo paradigma.
Conforme demonstram os estudos de Wacquant e Dieter (Prisõe da Miséria e a Tese), a alteração dos paradigmas que envolvem o sistema penal remontam ao quarto final do século XX, marcado pelo declínio do Estado Social e a emergência do neoliberalismo. Ora, o sistema penal não estaria imune aos reflexos de tal fenômeno e ambos os autores constataram, sob perspectivas relativamente distintas, seus efeitos. De um lado, para Wacquant, a substituição das políticas públicas pelo recrudescimento penal com vistas a anular os indesejados sociais e disciplinar os trabalhadores a aceitarem a precarização das condições de trabalho. Do outro, para Dieter, a partir de uma perspectiva interna às instituições, o avanço da lógica atuarial frente à demanda por maior eficiência na identificação e incapacitação seletiva dos criminosos considerados perigosos e de alto risco, uma vez admitida a falência da prevenção especial positiva da pena.
Além disso, destaca-se o pioneirismo dos EUA nos processos identificados pelos autores, apesar do caráter global que assumem atualmente. Nesse sentido, Wacquant destaca, por exemplo, a importância do Manhatam Institute da definição da política de tolerância zero empregada na cidade de Nova York  e Dieter ressalta a aplicação de métodos atuariais, ainda na primeira metade do século XX, na concessão de “paroles”. A transposição das fronteiras americanas é muito bem exemplificada pelo caso holandês trazido por Wacquant e transcrito abaixo:
“Um caso revelador é a evolução punitiva do sistema judiciário e penitenciário holandês, por muito tempo apresentada como modelo de sucesso do ‘paternalismo humanitário’, tanto do ponto de vista da sociedade como daquele dos detentos. Sob esse regime, a privação da liberdade era rara, as penas de prisão breves e o tempo de detenção aproveitado para melhorar o ‘capital humano’ do prisioneiro através do ensino e do tratamento terapêutico. A erosão das proteções oferecidas pelo Estado-providência nos anos 1990 e a pressão para se conformar às normas europeias mais repressivas subverteram tudo isso. Atualmente, a política penal da Holanda é governada por um ‘instrumentalismo gerencial’ que dá prioridade às considerações contábeis de custo e benefício em uma ótica abertamente retributiva e securitária. Resultado, o índice de encarceramento holandês dobrou desde 1985, ao passo que a população reclusa triplicava entre 1983 e 1996.”
Essa submissão ao “instrumentalismo gerencial”, que encerra a lógica atuarial, é emblemática para consolidação da Política Criminal Atuarial e entendê-la demanda a análise atenta da evolução dos agentes que compõem os processos de criminalização secundária. Em linhas gerais, faz-se necessário compreender os discursos que legitimam a adoção do gerencialismo e a maneira encontrada por seus defensores para burlar garantias constitucionais e “domar” o sistema repressivo.
Da perspectiva legal, a falência do discurso terapêutico que fundamentava o aspecto de prevenção especial positiva da pena levou à crise do sistema penitenciário como um todo. Contudo, tendo em vista a relevância da função do cárcere para o sistema capitalista, sua abolição nunca se mostrou uma alternativa materialmente viável e a solução para a crise acabou sendo formulada por meio da defesa da prevenção especial negativa da pena, isto é, a inocuização dos criminosos tidos como perigosos e de alto risco para a sociedade. Em suma, houve um verdadeiro movimento anacrônico que permitiu a retomada do discurso positivista e de uma criminologia etiológica individual que buscou identificar, objetivamente, as razões do crime em características próprias do indivíduo para, com base no discurso da contenção da periculosidade e do risco, identificados por meio do cálculo atuarial, formularem-se leis cada vez mais repressivas, com penas mais duras e restrições a benefícios para a saída do cárcere.
A efetivação, contudo, da Política Criminal Atuarial não seria possível somente com a legitimidade conquistada no plano legislativo. A redução da discricionariedade que marca a atuação dos agentes que atuam nos processos de criminalização secundária também é necessária. Em verdade, a restrição da discricionariedade desses agentes já estava em pauta principalmente pelos críticos da seletividade do sistema que insiste sempre em agir sobre determinados grupos sociais.
A oposição que se dava, portanto, era a da discricionariedade versus a procedimentalização. Esperava-se inicialmente que a contenção da atuação dos agentes de repressão viesse por meio de normas jurisprudenciais e/ou administrativas , o que acabou demonstrando resultados pouco expressivos. A lógica atuarial surge, nesse contexto, com a promessa de eficiência, imparcialidade, e tratamento igualitário na condução desses agentes, potencializando, assim, a intervenção do gerencialismo nessa área. Com efeito, os instrumentos atuarias são utilizados atualmente na definição das condições do encarceramento, concessão de benefícios, critérios de cautelas a serem adotadas durante e após o encarceramento, fundamentar sentenças, cálculo de penas, investigação e abordagens de suspeitos e na condução das denúncias .
No que tange a execução penal, nota-se a expansão da lógica atuarial para muito além da concessão do benefício de “parole”. A racionalidade técnica dominou esse campo de tal forma que os direitos fundamentais acabaram sendo relegados ao segundo plano. Por isso, a gestão interna dos presidios, como a definição do tipo de cela e as condições do encarceramento, é definida, por exemplo, com a avaliação do risco e da disciplina individuais a partir da resposta a questionários e, em alguns casos, da observação do comportamento por um curto período. Paradoxalmente, a reincidência costuma contar positivamente nessas avaliações, pois aqueles que já cumpriram penas tendem a estar mais familiarizados com as regras da prisão e, em função disso, causarem menos distúrbios na ordem ali estabelecida.
Não obstante, a gestão interna não é o único aspecto relevante da execução penal em que se observa a aplicação da lógica atuarial. A concessão de benefícios e o controle após o cumprimento da pena são outros aspectos que merecem ser postos em evidência. E, de acordo com Wacquant, em especial para os países europeus, pois:
“Nos países da Europa de tradições estatais fortes, católica ou social-democrata – onde as lutas sociais instauraram, ao longo das décadas, múltiplos recursos contra a sanção pura e simples do mercado de trabalho, que funcionam indiretamente como outras tantas alternativas à deriva na direção do encerramento –, a regulamentação punitiva das parcelas pauperizadas do novo proletariado pós-fordista efetua-se principalmente por intermédio de dispositivos panópticos cada vez mais sofisticados e intrusivos, diretamente integrados aos programas de proteção e assistência”.
Nesse sentido, Dieter traz também o caso dos criminosos sexuais. A neutralização desses indivíduos é realizada de forma ostensiva por meio da adoção da lógica atuarial para o cálculo da pena – que deixou de ter qualquer caráter retributivo – e também do controle após o cumprimento da pena at avés de cadastros públicos , o que impõe necessariamente ao indivíduo a escolha entre viver na ilegalidade, reincidir ou suicidar-se.
Por fim, vale dizer que, apesar de a maioria dos formulários utilizados sejam voltados para os homens, há também outros específicos para jovens e mulheres que buscam determinar fatores específicos de risco para esses grupos sociais, em pese a baixa eficiência desses instrumentos para além das margens de erro.
Uma vez concluída essa breve apresentação dos efeitos do gerencialismo na execução penal, pode-se prosseguir para a atuação policial e dos magistrados.
A atuação policial é, na prática, a que teoricamente mais possui discricionariedade. Por isso, a redução dessa discricionariedade se mostrou um desafio para a adoção da lógica atuarial. Nesse sentido, a solução encontrada pautou-se pela identificação e controle dos grupos de risco a partir, novamente, da definição dos fatores de risco. Como se não bastasse, o encarceramento por meio de prisões preventivas também passou a ser balizada pelos prognósticos de risco de cada grupo. Destarte, permitiu-se o aumento da competência policial ao mesmo tempo em que reduziu a discricionariedade na medida em que os grupos de risco já estão previamente determinados .
Quanto aos magistrados, o gerencialismo busca a eliminação da interpretação normativa individual por meio da aplicação mecânica de questionários que redefinem os parâmetros de imputabilidade e dosimetria da pena. Buscou-se, de fato, o afastamento dos juristas, substituídos por burocratas, e a remodelação dos ritos processuais sob o pretexto de maior neutralidade e eficiência.
Tendo em vista os efeitos provocados pela Política Criminal Atuarial, merece destaque o enfrentamento da resistência de duas grandes áreas do conhecimento moderno, o Direito e a Medicina . O primeiro com relação a substituição da fundamentação jurídica e o segundo pela substituição dos tradicionais diagnósticos clínicos. O primeiro já foi abordado e tem como principal aspecto, frise-se, a substituição dos juristas por burocratas gestores da criminalidade. O segundo, por sua vez, diz respeito especialmente à questão da imputabilidade, posto que a definição da capacidade de compreender o injusto é uma das condições para a aplicação da sanção penal. Nesse sentido, a lógica atuarial busca a definição de um prognóstico de risco com base na definição de fatores avaliados objetivamente e tenta superar, dessa forma, as dificuldades obtidas com a implementação de um diagnóstico clínico confiável com o “bônus” de não enfrentar qualquer dilema ético quanto ao tratamento do “sujeito desviante”.
Por conseguinte, a lógica atuarial parece ter como efeito principal a “confusão” entre as etapas que compõem o processo de criminalização secundária. Isso ocorre, pois a colonização do sistema penal pelo gerencialismo favorece a definição de prognóstico de riscos e a inocuização dos criminosos tidos como de alto risco ou periculosidade por meio de técnicas facilmente manipuláveis por qualquer burocrata, afastando, assim, no limite, as justificativas jurídicas e terapêuticas que caracterizariam o sistema.

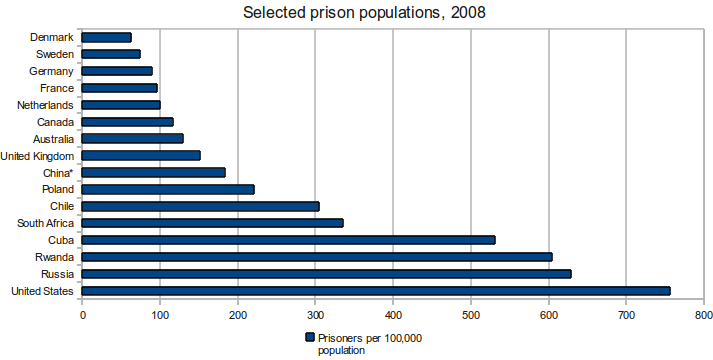
Prison populations

## Análise à luz da criminologia crítica
Os métodos de inserção da lógica atuarial no sistema de políticas criminais desconsideram a crítica feita pela criminologia à ciência penal. Ignora-se a busca pelas raízes do crime em favor do gerencialismo de uma realidade posta como natural. Vende-se a falsa ideia de que a política criminal atuarial é capaz de aperfeiçoar as estratégias de prevenção do crime e, assim, promover uma queda nas taxas de criminalidade. Em defesa dessas teorias, a máxima utilizada é “prender menos, mas prender melhor”. Sendo assim, o foco do sistema penitenciário volta-se para aquele grupo de indivíduos estatisticamente identificados como de alto risco. Com o intuito de reduzir a reincidência desses delinquentes, veta-se seu retorno ao convívio social por serem considerados incorrigíveis.
Não custa muito a perceber que esse modelo de política penal legitima, por meio do cálculo atuarial, o preconceito latente na sociedade. Nesse sentido, confere-se ampla discricionariedade aos agentes de segurança pública (policiais, juízes, promotores, carcereiros) para exercerem-no, na medida em que o uso do prognóstico de risco “facilita a passagem pelos filtros da criminalização secundária e garante estabilidade sistêmica, no que se redefine o próprio conceito de segurança jurídica”.
Essa tendência preponderantemente verificada nos Estados Unidos sofre sérios riscos de extrapolar as fronteiras yankees rumo à América Latina, visto que um argumento criminal centrado nos prognósticos de risco seria muito convencional, do ponto de vista utilitário, para a maioria dos administradores da segurança pública. Com base na certeza matemática, ela poderia simplificar os inúmeros processos que entopem os fóruns criminais continente afora, sem traumatizar a consciência dos magistrados. Por esse motivo, faz-se mister analisar a política criminal atuarial com base nos princípios do Estado Democrático de Direito e sob a ótica do sistema socioeconômico vigente.

### AEscola Clássica do Direito PenalDesconsiderada
O uso dos prognósticos de risco nas ciências criminais provoca um processo de despersonalização do réu que, conforme mencionado, privilegia menos a ética nas relações humanas que interesses utilitários. Eles materializam a racionalidade instrumental no âmbito do processo de criminalização ao substituir a individualidade do ser humano pelos números. Frente a isso, cumpre-nos apontar os conflitos diretos com princípios basilares da Escola Clássica do Direito Penal.
Em primeiro lugar, a política criminal atuarial releva a existência do princípio da legalidade contido no art. 5°, inciso XXXIX da Constituição Federal: “não haverá crime sem lei anterior que o defina, nem pena sem prévia cominação legal”. Ele consagra uma limitação ao poder punitivo do Estado, de tal forma que a função incriminadora seja exclusiva da lei. Foi bem sintetizado por FEUERBACH sob o cânone em latim “nullum crimen, nulla poena sine lege”.  Decorre disso que a retroatividade penal é vedada, devendo incidir somente em casos de benefício do réu. Outras proibições decorrentes desse princípio são o uso de costumes para fundamentar ou agravar penas, o uso de analogias neste mesmo sentido e a indeterminação de tipos penais por meio de termos vagos ou dúbios, a chamada lei penal em branco.
Contrariamente a isso, a política criminal atuarial se arroga o direito de determinar o momento de reinserção do indivíduo no convívio social, podendo esse prazo ser prorrogado perpetuamente. Tal fenômeno é incompatível com a necessária definição do crime, da pena ou do seu modo de execução anteriormente à conduta praticada. Estabelecer o período de encarceramento com base em instrumentos atuariais vai à contramão do que postula o texto constitucional. Entretanto, esse óbice à aplicação dos fatores de risco é facilmente superado, desde que eles estejam previstos com precisão na norma, bem como o grau de influência das variáveis objetivas. Sendo assim, por meio da vulgarização dos critérios de concessão do parole, o cálculo atuarial encontrou a brecha para mergulhar na justiça penal.
No tocante à exigência de lei escrita decorrente do conceito de princípio da legalidade, podemos afirmar que o uso de prognósticos aplica critérios não normativos, mas com base na regularidade de características físicas ou sociais. Sendo assim, eles violam o mencionado princípio ao recorrer a fontes não escritas. Além disso, podemos entender o uso de instrumentos atuariais como uma “nova modalidade de lei penal em branco, que não relativiza o conteúdo da proibição, mas a extensão de seus efeitos”.  Isso ocorre porque o processo de criminalização torna-se incerto aos olhos do jurista ao se configurar como competência acessível exclusivamente pelos cientistas atuariais. Esses especialistas, contudo, não tem capacidade para tanto, uma vez que não são dotados de conhecimento no campo do direito penal, de tal forma que sua visão é contaminada pelo senso comum e atécnico de justiça.
Mais além, se nos debruçarmos sobre o princípio da lesividade nas políticas atuariais notaremos que ele é violado toda vez em que critérios desmerecedores de tutela penal forem considerados pelos prognósticos de risco. Alguns exemplos são raça, sexo, etnia, idade, orientação política, sexual ou religiosa, local de residência, uso de drogas lícitas ou ilícitas, etc. Muitas dessas características listadas são, inclusive, objeto de garantia constitucional e configuram condição sine qua non do Estado Social Democrático de Direito. Logo, o uso de tais variáveis para a base do cálculo de risco é inadmissível.
Outro princípio lesionado pela política criminal atuarial é o da proporcionalidade. O problema, neste caso, diz respeito à tentativa de incapacitação dos delinquentes via encarceramento, rompendo com o pretenso caráter ressocializador da pena. Ao aplicar um ideal de prevenção especial negativa via neutralização, desconsidera-se a necessidade de equivalência entre a conduta praticada e o teor da condenação. Desta forma, a dosimetria da pena passa a ser orientada pelo suposto dano social que o réu é capaz de infringir, e não pelo efetivo bem jurídico lesionado. Neste contexto, a política criminal atuarial contradiz sua promessa de aplicar critérios objetivos para a gestão penal, pois ela se vale de orientações classistas e patrimonialistas, sem levar em conta os custos da criminalização secundária para  indivíduo e sociedade
O método de gerenciamento da condenação e da execução penal levado a cabo pela nova penalogia desemboca em medidas de controle social desumanas. Tal frase materializa-se na imposição de encarceramentos desproporcionalmente longos e muitas vezes sob regime solitário, visando conter mais eficientemente o preso. Além disso, a alguns instrumentos atuariais são atribuída a capacidade de prorrogar o fim da pena, mesmo após o cumprimento da sentença, se assim o cálculo de risco comandar. Dirime-se, assim, qualquer esperança do condenado de reintegrar-se na sociedade.
Nos Estados Unidos, a permanente desconsideração de princípios seminais do direito penal culminou no assustador abuso que é manutenção perpétua de um banco de dados com o cadastro de todos delinquentes sexuais. A onda legislativa que regulou esse fenômeno ficou conhecida como “Leis de Megan”. Os efeitos dela são que, mesmo após o término de suas penitências, esses indivíduos viram alvo de um processo de estigmatização social cruel e sofrem assídua perseguição popular, visto que qualquer um pode acessar o site que contém esse cadastro. Em decorrência disso, eles são humilhados regularmente, molestados e insultados, e muitas vezes a única saída é mudar de endereços permanentemente para fugir das ameaças dos vizinhos. A questão alcançou um nível tão dramático que a administração penitenciária da Califórnia estuda a possibilidade de criar verdadeiros guetos em áreas desertas do estado para os “sex offenders” em condicional serem fixados.
Por óbvio, torna-se inviável a possibilidade desse tipo de condenado retornar à vida normal em sociedade, uma vez que eles são lançados à inquisição permanente e ao ostracismo virulento. Por conta disso, também verificamos uma enorme taxa de suicídio nesses cidadãos por eles se tornarem vítimas de uma campanha de caça ao “predador sexual”, que chegou a ser capitaneada por Oprah Winfrey em seus programas.  Assim, a partir do argumento da perigosidade ou do alto risco de que se vale a lógica atuarial, atropelam-se garantias constitucionais de humanidade da pena, estendendo-a para além do período de sentença.
Diante de tantos conflitos entre a ciência penal e a política criminal atuarial, cumpre-nos ainda ressaltar seu embate ético-normativo com o princípio da culpabilidade. Tratamos aqui de um conceito que extrapola a relação objetiva com determinado resultado e que se preocupa com uma miríade de forças sociais que irão determinar o limite do culpável . Compreendem-se aqui três categorias, que não nos cumpre esmiuçar neste artigo, as quais devem ser perfiladas pelo juiz para proferir a condenação: imputabilidade, consciência da antijuridicidade e exigibilidade de conduta adequada à norma penal. Além disso, deve o magistrado preocupar-se estritamente com fato, nunca com autor. Em outras palavras, o indivíduo deve ser punido pelo que fez, sem que seja levado em conta quem ele é.
MAURÍCIO DIETER faz essa diferenciação conforme o que chama de Direito Penal do Fato e Direito Penal do Autor, respectivamente. O primeiro prevê que o objeto de reprovação é estritamente o tipo legal, com base nos critérios dogmáticos de imputabilidade. Sendo assim, reforçam-se as garantias democráticas contra abusos do poder punitivo. Já o segundo encontra o fundamento do delito nas características pessoais do sujeito desviante, deixando em segundo plano sua conduta específica. O crime é, portanto, concebido como consequência de vícios, transtornos psicológicos ou até mesmo patologias. Constitui-se, assim, uma categoria de criminosos por natureza, com base no retorno às teorias etiológicas e positivistas da criminologia. Tais indivíduos foram alvo de perseguição pelo Direito Penal nazista e pelas teorias eugênicas em voga na época, sendo vítimas de extermínio, esterilização ou castração.
No momento em que a política criminal atuarial desvaloriza tantos princípios de proteção do cidadão ao se ater às características pessoais do acusado, ela restaura toda essa ideologia retrógrada centrada no autor. Seu único propósito passa a ser neutralizar seres humanos tidos como de alto risco, selecionados pelos prognósticos matemáticos a partir do que são ao invés do que fizeram.  Isso se aproxima preocupantemente dos projetos de limpeza social que se sucederam ao longo da história. Infelizmente, o gerencialismo nos leva a repetir esse projeto autoritário e higienistas de incapacitação de reincidentes considerados crônicos e perigosos.
Conscientes da ameaça de suas propostas ao Estado Democrático de Direito, alguns dos defensores dos instrumentos atuariais procuraram superar os obstáculos garantistas por meio da retórica jurídica. DIETER aponta PETER GREENWOOD como um dos intelectuais reacionários que sustentou a tese de incapacitação seletiva de criminosos de alto risco com base num pretenso princípio da eficiência . Qualquer estudante de primeiro ano de Direito Penal, entretanto, deveria ter pleno entendimento de que o encarceramento não pode ser submetido à tamanha arbitrariedade. Nada mais razoável, portanto, que entender tais argumentos como uma confusão deliberada e maliciosa entre justiça e eficiência.
Explícitos tantos conflitos jurídicos que a política criminal atuarial carrega, vale apontar suas contradições internas.
Como visto, a Política Criminal Atuarial carece de qualquer respaldo normativo. Além do mais, suas intenções de otimizar a gestão de indivíduos perigosos, buscando reclusões mais eficientes e menos custosas, não se verificam no plano real. As justificativas para tanto se desmoronam frente às contradições internas dos instrumentos atuariais.
A principal delas gira em torno da inevitável margem de erro dos prognósticos. Por um lado, temos os falsos positivos, ou seja, pessoas erroneamente selecionadas pelo cálculo de risco como sendo de grande perigo. Por outro, os falsos negativos, que equivalem aos “reincidentes crônicos” equivocamente taxados como de baixo dano potencial. Ambos contrariam o mencionado ideal de eficiência. Os primeiros elevam todos os custos inerentes ao confinamento (sociais, econômicos, políticos), tanto para a sociedade, como para o preso, enquanto os últimos não reduzem os níveis de criminalidade, trazendo descrença e falta de legitimidade para a Política em questão. Mais preocupante que isso, deve-se ressaltar o dano imposto ao preso como consequência de uma ação que ele sequer praticaria. Referimo-nos aqui à condenação de inocentes levada a cabo pela lógica atuarial.
Apesar de o argumento acima ser de pouca importância para a ala de juristas e intelectuais desatentos ao compromisso com os direitos humanos, isso não se verifica no caso da promessa de redução dos gastos públicos. Esse é motivo unânime de preocupação entre os defensores dos prognósticos de risco. Entretanto, o objetivo prometido pela Política Criminal Atuarial, legitimador de sua expansão por todas as áreas do Direito Penal, proporcionou um efeito diametralmente oposto àquele apontado. Na realidade, a emergência dos prognósticos de risco foi cúmplice do surgimento do mais caro sistema penitenciário da história. Paralelo a essa ascensão, notamos o fenômeno que ficou conhecido nos Estados Unidos, a partir dos anos 80 como encarceramento em massa.
Uma das justificativas para tanto pode ser encontrada nos pilares da orientação política neoliberal estadunidense. Essa ideologia econômica gera um amálgama punitivo que é visto por LOIC WACQUANT como uma “reação, um desvio e uma negação à generalização da insegurança social e mental produzida pela generalização do trabalho assalariado dessocializado”.  Seguindo essa linha, podemos notar que muitas das funções do Estado que atuariam contrariamente a isso foram enxugadas, concentrando-se sua atividade exclusivamente no fomento da circulação do grande capital. DIETER ilustra tal realidade a partir do percentual de crescimento da população carcerária em comparação com o crescimento total. Enquanto a sociedade yankee assistiu a um aumento de 34%, o número de presos cresceu 375%.
Também é responsável pelo maior aprisionamento a radicalização das iniciativas Lei e Ordem e o endurecimento da guerra às drogas. Nos idos da década de 70, nos Estados Unidos, o discurso contra entorpecentes recebe uma nova roupagem médico-jurídica, abandonando o antigo moralismo. Assim, o uso de substâncias psicoativas passa a ser visto como um vírus contagioso que deve ser extirpado, não mais uma desprezível manifestação de subcultura. O Brasil, bem como muitos outros países da América Latina, aderiu a esse movimento fortemente durante seu período militar. Na prática, contudo, nota-se que as condutas de traficante e usuário são equiparadas pelo aparelho repressor estatal, de tal forma que uma parcela assustadora dos nossos presos cumpre pena por tráfico de entorpecentes .
Neste ponto, urge ressaltar a enorme carga racista dessas prisões; racismo esse legitimado pela lógica atuarial, o que nos faz questionar a efetividade dos critérios objetivos utilizados. É de extrema ingenuidade presumir que os cálculos matemáticos seriam inteiramente isentos do subjetivismo de seu aplicador. Além do mais, os agentes de segurança pública, em última análise, atuam como os verdadeiros operadores do radar de criminalização secundária, selecionando predominantemente negros, pobres, homens e/ou toxicômacos.
Frente a essa desproporcionalidade entre as propostas de eficiência da nova penalogia e a lotação dos presídios, a única resposta parecia ser que a seletividade atuarial não era tão precisa quanto se imaginava. Os atuários buscaram especializar seus instrumentos de incapacitação, com o intuito de reduzir o número de falsos positivos e baratear o gasto com os presídios. Essa medida não trouxe senão mais descrença para esse novo sistema criminal, visto que a quantidade de encarcerados continuou crescendo, conforme a incidência do cálculo de risco se tornou mais específica. Os motivos para tanto se encontram primeiramente na margem de erro inerente a qualquer prognóstico de risco.
Nessa matéria, a grande maioria dos atuários parecia tolerar uma oscilação nos cálculos entre 30% e 35%. A priori, portanto, teríamos 15% de falsos positivos e 15% de falsos negativos, de forma que a população carcerária deveria permanecer inalterada. Todavia, cumpre salientar que, se considerarmos que a política criminal atuarial condena 15% de pessoas inocentes, por si só sua aplicabilidade seria injustificável. Acontece que havia necessariamente uma produção mais elevada de falsos positivos. A explicação para tanto está atrelada à estratégia criminal preventiva a que o cálculo de risco se condiciona. A lógica que se segue tende a dar preferência à incapacitação de um falso positivo, ao invés de cometer o erro de soltar um reincidente. Em outras palavras, na dúvida, o agente penal encarcera, desconsiderando completamente a presunção de inocência do réu (in dubio pro reu), em defesa da segurança pública.
Para agravar ainda mais esse contexto de encarceramento em massa, devemos lembrar que o sistema penitenciário dos Estados Unidos foi transferido para a gestão de iniciativa privada. A partir desse fenômeno, passa a haver uma especulação em torno do lucro que recai sobre o período de reclusão do preso.  Conclui-se que as empresas especializadas na prestação deste tipo de serviço têm grande interesse, sem mencionar influência para fazerem valer os prognósticos de risco no sentido de ampliar a incapacitação. Nesse contexto, entram em cena dois players extremamente importantes para a avaliação dessas políticas, a saber, a mídia e a opinião pública. A resposta óbvia que ambos exigem para a queda da criminalidade é o maior rigorismo dos instrumentos atuariais, isto é, eles clamam pela expansão do aparelho punitivo estatal. Nessa esteira, os agentes de execução e de condenação penal respondem a tal demanda gerando maior produção de falsos positivos.
Tal conjuntura prova o descrédito dos instrumentos atuariais, o que implica a conclusão óbvia por parte dos matemáticos de que o único critério confiável para a reincidência seria a própria reincidência. Esse reconhecimento redundante corrobora com a tese de que a política criminal atuarial só é útil para criminalizar sujeitos já criminalizados, sendo incapaz de avaliar critérios externos à condenação prévia. Desta feita, podemos notar a vulgarização dos instrumentos atuariais ao sobrevalorizar a reincidência. A consequência disso é a maior estigmatização e repressão sobre os presos e suas famílias, na medida em que se reforçam preconceitos sociais.
De qualquer forma, acontece que a ascensão da política criminal atuarial coincidiu com uma significativa redução da criminalidade a partir dos anos 90. As respostas formuladas pelos criminólogos à época foram das mais diversas. Em linhas gerais, uma vertente afirmava que isso foi consequência do aumento da renda média dos estadunidenses, acompanhada da queda na taxa de desemprego. Outros pensadores da área atribuíam o efeito à fatores diversos como o envelhecimento da população, a adoção de políticas de policiamento mais rígidas, o aumento de penas capitais e até mesmo a autorização do porte de armas oculto em locais públicos. Houve ainda análises antipáticas como a de STEVEN D. LEVITT que atribuiu a queda de criminalidade aos seguintes fatores: diminuição no consumo de crack na década de 90, incremento do efetivo policial em 14%, legalização da interrupção seletiva da gestação no início dos anos 70 e o próprio aumento da população carcerária.
Na falta de teses mais satisfatórias, esse tipo de teoria foi ganhando mais espaço e solidez entre os intelectuais desse período. O aprendizado da sociedade americana, portanto, era o de que o controle da criminalidade só teria sucesso por meio da neutralização exacerbada de indivíduos. Muito embora esse decréscimo na criminalidade fosse microscópico, isso pareceu suficiente para justificar o uso dos instrumentos atuariais na gestão penal. Sendo assim, apesar dos seus erros de seletividade, a nova penalogia fora acolhida pela opinião pública como sendo eficaz.

### O Prognóstico de Risco e a Estrutura Social Vigente
A política criminal atuarial se mostrou de um enorme custo social e econômico, tendo em vista as altas taxas de encarceramento que fomentou e a baixa redução na criminalidade oferecida em contrapartida. Todavia, sua legitimidade encontra sustentação no campo material, isto é, nas relações de produção do contexto no qual emerge. Seguindo os estudos de GEORG RUSCHE e OTTO KIRCHHEIMER, a punição não é consequência ontológica do crime; ela só pode ser compreendida na medida em que o desenvolvimento específico das forças produtivas permite sua introdução ou rejeição na sociedade . Em outras palavras, devemos nos voltar para os efeitos da economia política na justiça criminal para melhor compreender nosso objeto de estudo.
O surgimento dos primeiros instrumentos atuariais para a concessão do parole e do probation se deu na década de 70. O contexto social desse período era marcado pela desilusão em resgatar o auge da economia imperialista, de maneira que a forma contemporânea de capitalismo que se configurava era marcada por crises cíclicas, alternadas com fases expansivas do capital. Essa nova ordem se sustentou a partir da reestruturação produtiva/financeirização/ideologia neoliberal.
Esse tripé foi responsável pela flexibilização do mercado e das relações de trabalho, por meio da desregulamentação jurídica. É típica desse contexto histórico a imersão abundante de tecnologia de ponta para potencializar o desenvolvimento comercial. Sendo assim, diminuem consideravelmente os postos de trabalho, o que ocasiona a dilação do exército reserva de operários. Consequentemente, para a menor parcela de indivíduos empregados impõe-se a exigência de qualificação elevada, além da capacidade de exercer tarefas múltiplas em um só tempo. O enxugamento e o nível de formação exigido para preencher esses cargos implica inevitavelmente um contexto de desemprego estrutural.
Boa parte dos ideólogos do capitalismo tende a naturalizar esse fenômeno como inerente à economia de mercado, ignorando o caos econômico que isso proporciona. A partir desses argumentos, surge espaço para a retração dos direitos trabalhistas e para o crescimento do trabalho informal e precário, em decorrência do declínio da capacidade de luta do movimento sindical. Nessa esteira, o descumprimento dos esquemas de defesa social gera a substituição do direito coletivo como recurso contra a penúria do desemprego.  Cumpre observar que essa tendência é de grande interesse do empregador para que haja redução dos custos de produção por meio da informalidade.
Além disso, constrói-se uma cultura de consumo desenfreado, fomentada pela mídia e pela propaganda e imposta igualmente às classes sociais diversas. As paixões transcendem as diferenças econômicas . Na busca por lucros crescentes, os impérios monopolistas expandem seu raio de influência por meio da terceirização. Deste modo, é possível alcançar mercados trasnacionais se valendo do enorme avanço nos meios de comunicação e transporte, o que flexibiliza as barreiras territoriais e relativiza a soberania dos Estados-nação.
Contribui nesse sentido o novo caráter que o capital monetário adquiriu com a expansão do mercado financeiro. A atividade primordial para a multiplicação de riquezas se torna a valorização sem investimentos na produção de bens materiais, mas mediante a cobrança de altos juros. O dinheiro adquire um valor em si a ponto de se descolar da esfera de produção, constituindo uma nova e particular esfera de circulação que deve estar em constante mobilidade. O resultado dessas tendências é muito bem ilustrado pelo documentário Inside Job, que retrata os motivos seminais que deflagraram a mais recente crise mundial.
No mais, a ideologia liberal advoga em favor da desmontagem do aparelho estatal com o intuito de livrar o capitalismo das amarras públicas, a partir do binômio desregulamentação/privatização. Nesse sentido, a intervenção do governo só é justificável para garantir o estímulo ao mercado, conforme se fez necessário quando as montadoras e bancos estadunidenses estavam prestes a falir. Constrói-se um ideal de Estado mínimo em matéria de direitos fundamentais e máximo em se tratando de satisfazer o Mercado .
São essas as características do período histórico que assiste o surgimento da política criminal atuarial. A partir disso, a lógica atuarial se mostra extremamente eficaz para o controle do chamado underclass, a camada da população marginalizada, excluídos dos movimentos de mobilidade e integração econômica, estagnada na miséria e inútil para a concorrência capitalista. Nota-se que ela é formada predominantemente por etnias discriminadas, vítimas das práticas xenofóbicas da extrema direita.
```
      Esses seres humanos são um produto notório do que foi exposto acima como desemprego estrutural. Todavia, conservadores ignorantes tendem a naturalizar sua condição de pobreza conferindo-lhes rótulos de preguiçosos e incompetentes. Por meio do discurso de ódio, transfere-se para a underclass toda a responsabilidade de sua baixa renda. DIETER cita CHARLES MURRAY como um dos exemplos que recorre a personagens estereotipados para justificar seu nível de pobreza (criminosos incorrigíveis, mães solteiras, jovens desempregados)
[
59
]
 , nos moldes do que fazia LOMBROSO, no século XIX, com os delinquentes. Pouca atividade intelectual é exigida para se perceber quão retrógradas e conservadoras são essas teorias.
```

De todo modo, essa classe excluída, indesejada e “altamente perigosa” deve ser adestrada para que não comprometa a estabilidade dos meios de produção. Assim, o argumento em favor da incapacitação se provou a melhor medida para a segurança pública, por meio de práticas de vigilância, segregação urbana e contenção penitenciária . Logo se percebeu, portanto, que o racionalismo utilitário inerente à lógica atuarial tinha compromisso nulo com a ressocialização, uma vez que se volta para a underclass, grupo pessoas que sempre esteve à margem da integração social. Desta forma, o objetivo do cárcere passa a ser gerenciar massas inúteis para o capitalismo, garantindo a destruição de suas subjetividades.
Concluímos que a escolha de instrumentos atuariais ofereceu de maneira coerente os mecanismos de operacionalização necessários para alcançar essa demanda da estrutura social e econômica. A lógica da nova penalogia é marcada pelo sincronismo com os meios de produção e as exigências da rearticulação do capitalismo pós-década-de-70, sobretudo por ela ser regida pelo princípio da eficiência. Sendo assim, ela foi “responsável por ajustar as estratégias de controle social às premissas da (a) reestruturação produtiva, (b) financeirização do capital e (c) ideologia neoliberal”.
O primeiro movimento nesse sentido foi incorporar a própria lógica de organização da indústria moderna. Essa tendência se manifesta no momento em que o sistema de criminalização acolhe novas tecnologias, que proporcionam automação e operacionalidade mais eficientes ao sistema penal. Além disso, os agentes desse controle social são submetidos às mesmas exigências dos outros postos de trabalho de maior flexibilidade para executar tarefas múltiplas, na tentativa de se adequarem ao mercado. Entretanto, muitas vezes esses profissionais deixam de notar que o futuro dos exames de risco tende a substituir suas próprias funções como magistrados, promotores, etc.
Concomitantemente, a execução criminal sofre um processo de terceirização personificado pela gestão privada das penitenciárias estadunidenses, já citada anteriormente. Em torno desse fenômeno incidem robustos interesses privados. Para intensificar a magnitude do problema, a maioria dos centros de neutralização de que tratamos passaram a ser administrados por sociedades anônimas, preocupadas com o crescente aumento do capital social da empresa. O conjunto de estratégias para a prevenção e repressão da criminalidade finalmente cedeu à dinâmica capitalista.
Acrescenta-se que ideologia neoliberal proporcionou a desregulamentação jurídica da competência punitiva de criminalizar, sob a justificativa do princípio da eficiência. Com o progresso dos prognósticos de risco, a capacidade humana de interferir nesse fato visando desconstruir a lógica do encarceramento em massa é obstaculizada. A ciência penal, portanto, torna-se, não mais um filtro de garantias fundamentais do indivíduo acusado, e sim um método enrijecido e automatizado de produzir alvos dignos de incapacitação.

## Conclusão
Os autores que propugnam pela manutenção e ampliação da política criminal atuarial autointitulam-se realistas, na medida em que compreendem que a única resposta para a questão da segurança pública seja, logicamente, o cárcere. Não percebem, contudo, que essa postura conformista se abstém do compromisso científico de explicar as determinações do crime. A falta de rigor teórico desses autores abre alas para o crescimento vertiginoso da política criminal atuarial fora do ambiente acadêmico, com foco no discurso penal vulgar-burocrático-midiático.
Neste contexto, a pretensa áurea de neutralidade que o judiciário se arroga fica claramente deslegitimada. O aparato repressivo estatal, submetido às demandas do sistema democrático de representatividade formal, mostra-se disposto a adotar a política criminal atuarial como única medida capaz de dirimir a criminalidade, sem se preocupar com seus efeitos colaterais. Desta forma, a grande peculiaridade do projeto de gerencialismo eficiente não é sua seletividade, pois a criminalização de indivíduos marginalizados se verifica ao longo de toda a história. Seu ponto nevrálgico é a declarada abstenção na busca por justificativas humanas e éticas para a violência das forças punitivas e para o encarceramento em massa.
Nada mais do que fortalecer e assegurar uma estrutura de dominação de classes, a política criminal atuarial tem por objetivo escancarado punir os pobres, tomando por inspiração as antigas teorias etiológicas do crime.  Sem esconder tal orientação, os prognósticos atestam um verdadeiro sistema de incapacitação das camadas não integradas socialmente pelo trabalho, isto é, sem valor para o acúmulo de capital. Sendo assim, o prognóstico de risco descreve uma mentalidade orientada por interesses políticos no sentido de manutenção de um status quo racista, classista, machista, xenófobo e moralista. Ninguém menos do que MICHEL FOUCAULT ilustra perfeitamente o sistema em que se opera a Política Criminal Atuarial: “A delinquência, ilegalidade dominada, é um agente para a ilegalidade dos grupos dominantes”.

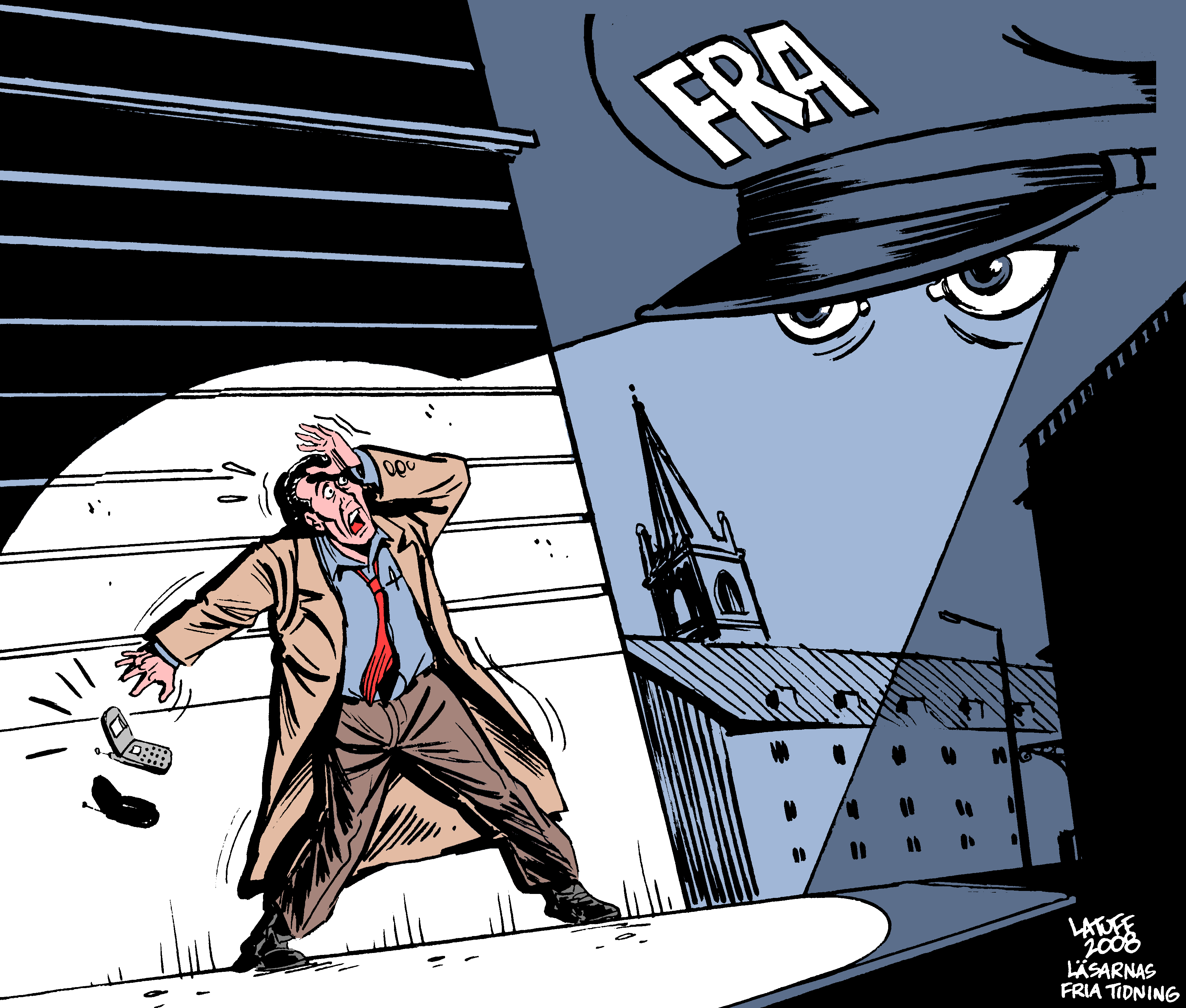
Vigilância Contínua